# Liste der Autobahnen in Tschechien

Derzeitiges Autobahnnetz in Tschechien
unter Verkehr
in Bau
in Planung

Geplantes Autobahnnetz

Diese Liste der Autobahnen in Tschechien gibt einen Überblick über das tschechische Autobahnnetz. Derzeit gibt es etwa 1.370 km an Autobahnen (tschechisch: Dálnice). Zusätzlich befinden sich rund 52 km im Bau. Nach Fertigstellung aller derzeit in Bau und Planung befindlicher Projekte soll das Autobahnnetz eine Gesamtlänge von etwa 2.000 km betragen.
Bis zum 31. Dezember 2015 bestand das hochrangige Fernstraßennetz neben den Autobahnen aus Schnellstraßen (tsch.: Rychlostní silnice). Diese Trennung wurde zum 1. Januar 2016 aufgehoben.

## Umstufungen 2016
Dabei wurden folgende Schnellstraßen bzw. Teilabschnitte zu Autobahnen aufgestuft. Dies bezieht sich auch auf Abschnitte die noch in Planung oder im Bau sind. Für einen Teil der Strecken waren diese Aufstufungen bereits für 2014 vorgesehen.
- R1 → D0, Prager Ring (Pražský okruh)
- R3 → D3, Prag – Tábor – České Budějovice – Grenze Österreich
- R4 → D4, Prag – Příbram – Nová Hospoda
- R6 → D6, Eger – Karlsbad (39 km) und Nove Strazeci – Prag (30 km)
- R7 → D7, Prag – Chomutov
- R10 → D10, Prag – Turnov (71 km)
- R11 → D11, Jaroměř – Grenze Polen
- R35 → D35, Mohelnice – Lipnik nad Becvou (Teilstücke)
- R46 → D46, Vyškov – Olomouc
- R48 → D48, Bělotín – Frýdek-Místek – Český Těšín
- R49 → D49, Hulín – Zlín – Grenze Slowakei
- R52 → D52, Brünn – Pohorelice (20 km)
- R55 → D55, Hulin – Otrokovice (14 km)
- R56 → D56, Ostrava – Frýdek-Místek

Sonstige Schnellstraßen, die den Anforderungen an Autobahnen nicht genügten, wurden zu Straßen I. Ordnung (silnice I. třídy) abgestuft. Hierunter gehört unter anderem die vierspurige, aber steigungsreiche und kurvenreiche Strecke zwischen Liberec und Turnov, die als Kraftfahrstraße I/35 abgestuft worden ist.

## Mautpflicht
Auf den tschechischen Autobahnen gilt Mautpflicht. PKW-Fahrer müssen eine Vignette kaufen. Mautfrei sind nur einige Autobahnabschnitte im Bereich der Großstädte, sie sind mit einem grünen Autobahnschild und durchgestrichener Vignette gekennzeichnet.
PKW-Vignetten (bis 3,5 Tonnen) gibt es für 10 Tage (D) (310 Kronen), einen Monat (M) (440 Kč) oder ein Kalenderjahr/14 Monate (R) (1500 Kč, Stand: 2014)

## Autobahnen (Dálnice)

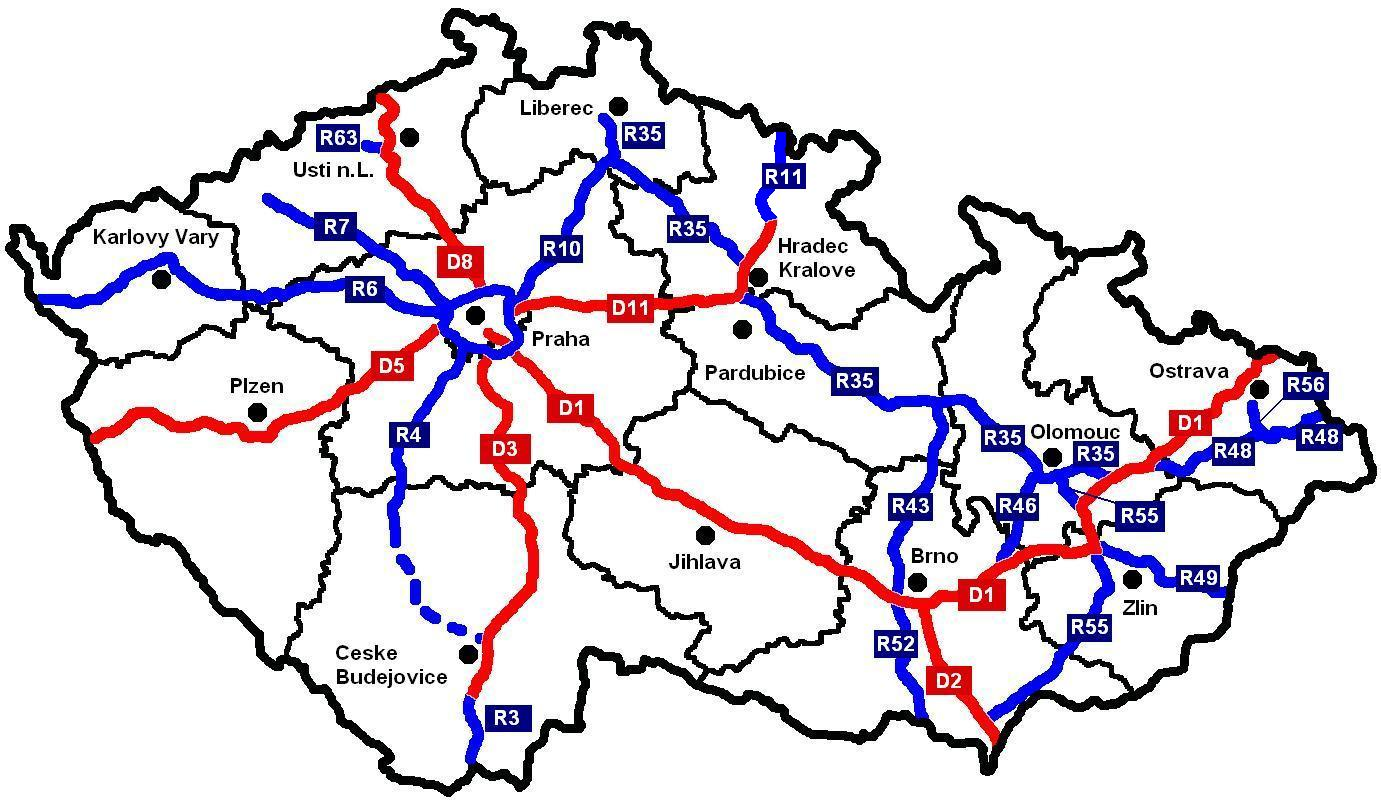
Geplantes Autobahn- und Schnellstraßennetz (vor Umstufung der Schnellstraßen)

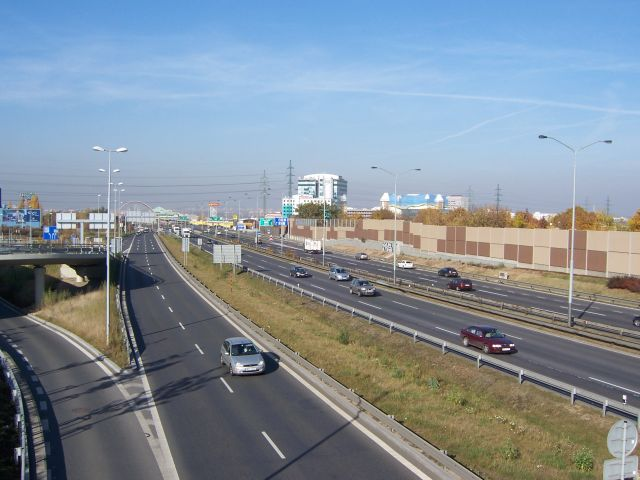
Ältestes Teilstück der Dálnice 1 bei Prag

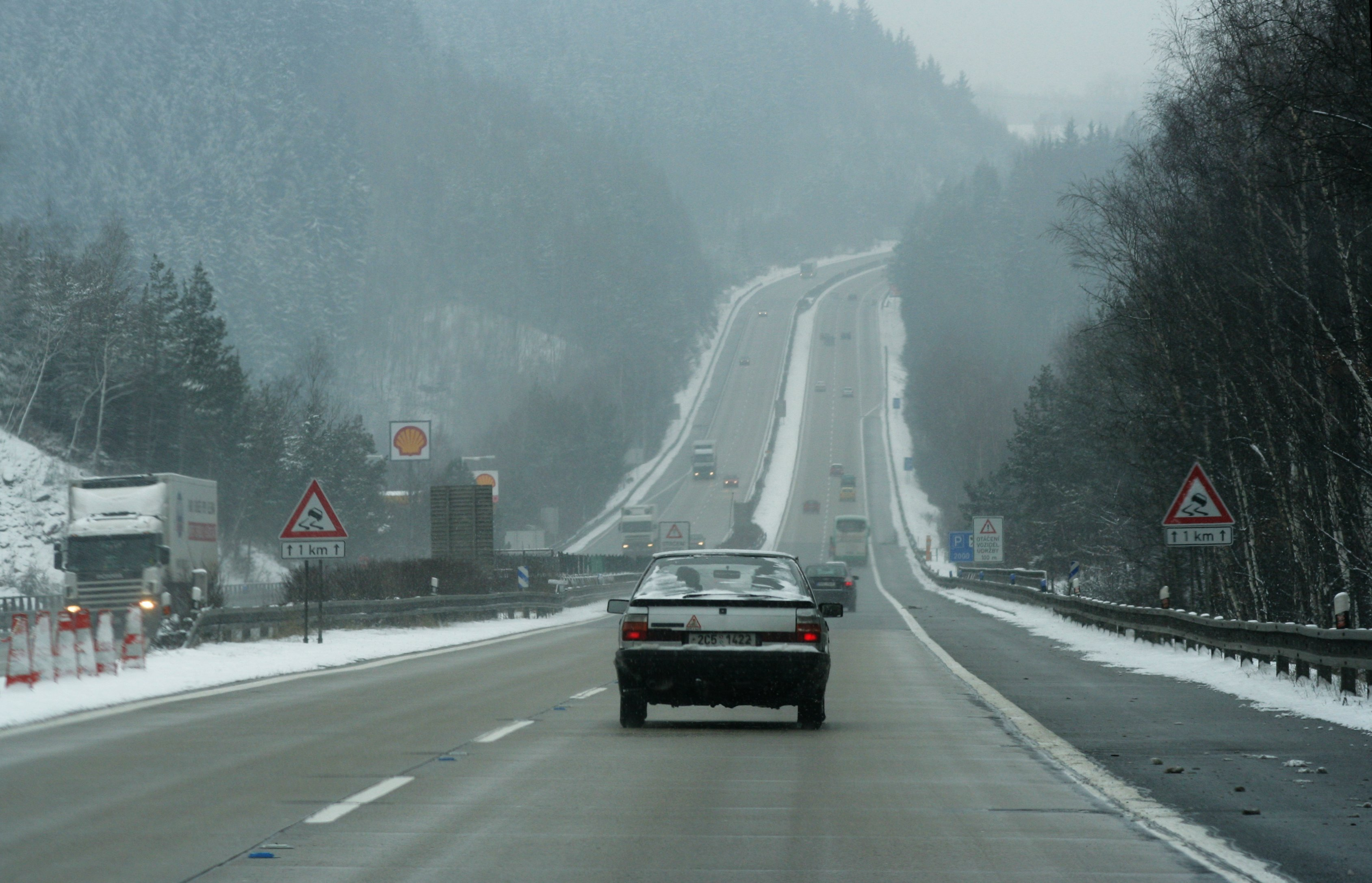
D1 etwa 44 Kilometer von Prag

Das geplante tschechische Autobahnnetz beträgt 2.000 Kilometer. Derzeit befinden sich noch 800 Kilometer im Bau oder in Planung. Es besteht aus sechs Verbindungen, davon sind fünf mit dem Prager Ring (Autobahn D0) verbunden und verlaufen ab dort sternförmig zu den Nachbarstaaten.

Die längste Autobahn ist die D1, die zur polnischen Grenze führt. Die D5 und D8 führen zur deutschen Grenze. Die D3 und D11 gehen in Schnellstraßen über.

### Autobahnen (Stand 25. September 2015)
| Nr.         | Bezeichnung        | Verlauf                                                                                               | Länge (km) | Länge (km) | Länge (km) |
| Nr.         | Bezeichnung        | Verlauf                                                                                               | gesamt     | in Betrieb | im Bau     |
| ----------- | ------------------ | --- | ---------- | ---------- | ---------- |
| D0          |                    | Prager Ring                                                                                           | 0083       | 00036      |            |
| D1          |                    | Prag – Brünn – Vyškov – Hulín – Přerov – Lipník nad Bečvou – Ostrava – Věřňovice (polnische Grenze) – | 0376,5     | 00352      | 0014       |
| D2          |                    | Brünn – Břeclav (slowakische Grenze) –                                                                | 0060,7     | 00060,7    |            |
| D3          |                    | Prag – Benešov – Tábor – České Budějovice – R3                                                        | 0146,8     | 00042      | 0016,5     |
| D5          | Via Carolina       | Prag – Pilsen – Rozvadov (deutsche Grenze) – Nürnberg                                                 | 0151       | 00151      |            |
| D7          |                    | Prag – Chomutov                                                                                       | 0082       | 00043      | 0000       |
| D8          | Via Porta Bohemica | Prag – Ústí nad Labem – Petrovice (deutsche Grenze) – Dresden                                         | 0092,2     | 00092,2    |            |
| D11         |                    | Prag – Hradec Králové – Jaroměř – Trutnov – R11(polnische Grenze)                                     | 0113       | 00092      | 0064       |
| Gesamtlänge | Gesamtlänge        | Gesamtlänge                                                                                           | 0940,2     | 00868,9    | 0094,5     |

### Ehemalige Autobahnen
| Nr. | Verlauf         | Status                                                                   |
| --- | --------------- | ------------------------------------------------------------------------ |
| 47  | Brünn – Ostrava | geplanter Abschnitt wird mit der Fertigstellung ein Teil der heutigen D1 |

## Schnellstraßen (Rychlostní silnice)

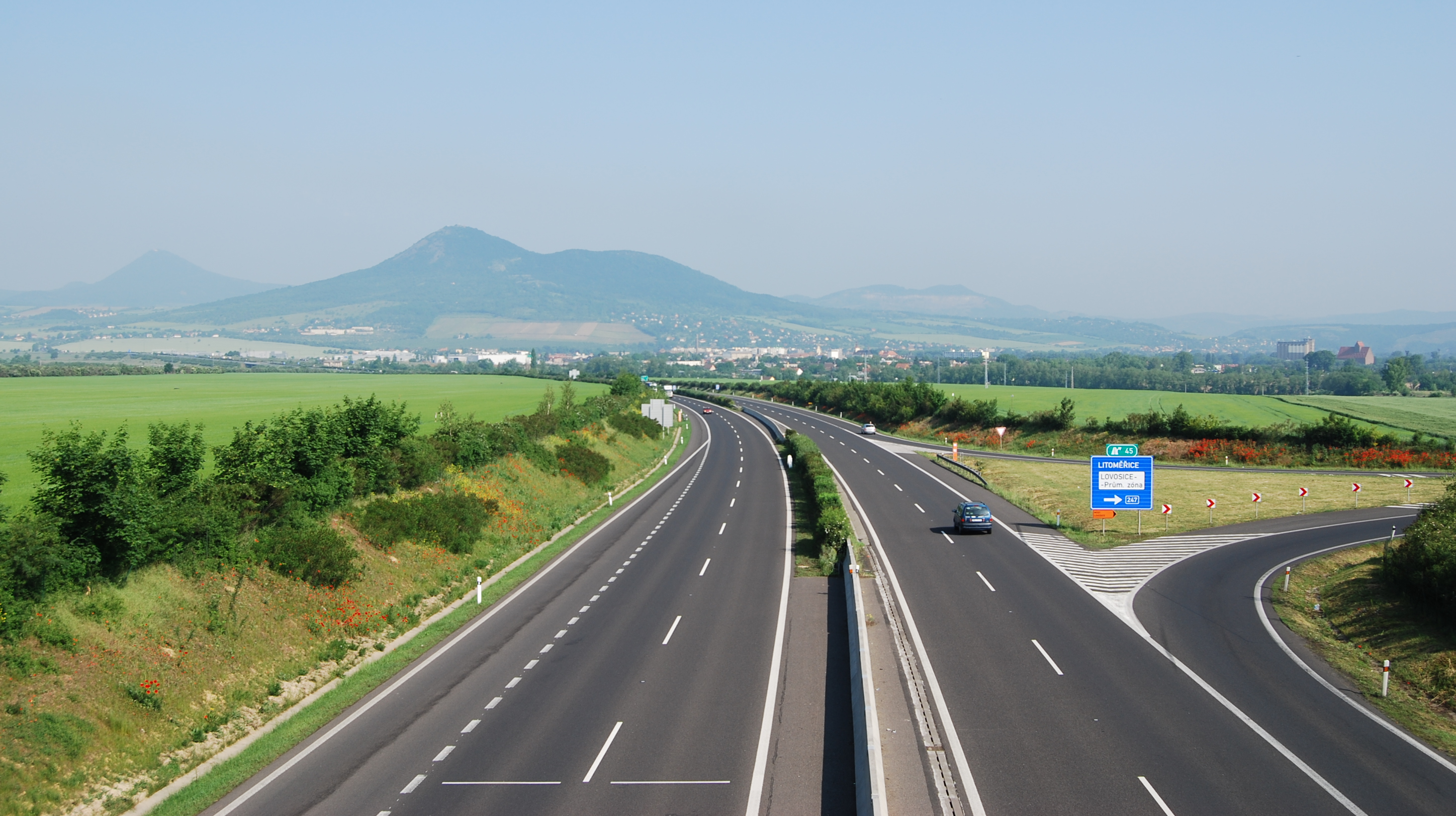
Dálnice 8 bei Lovosice-východ in Richtung Dresden

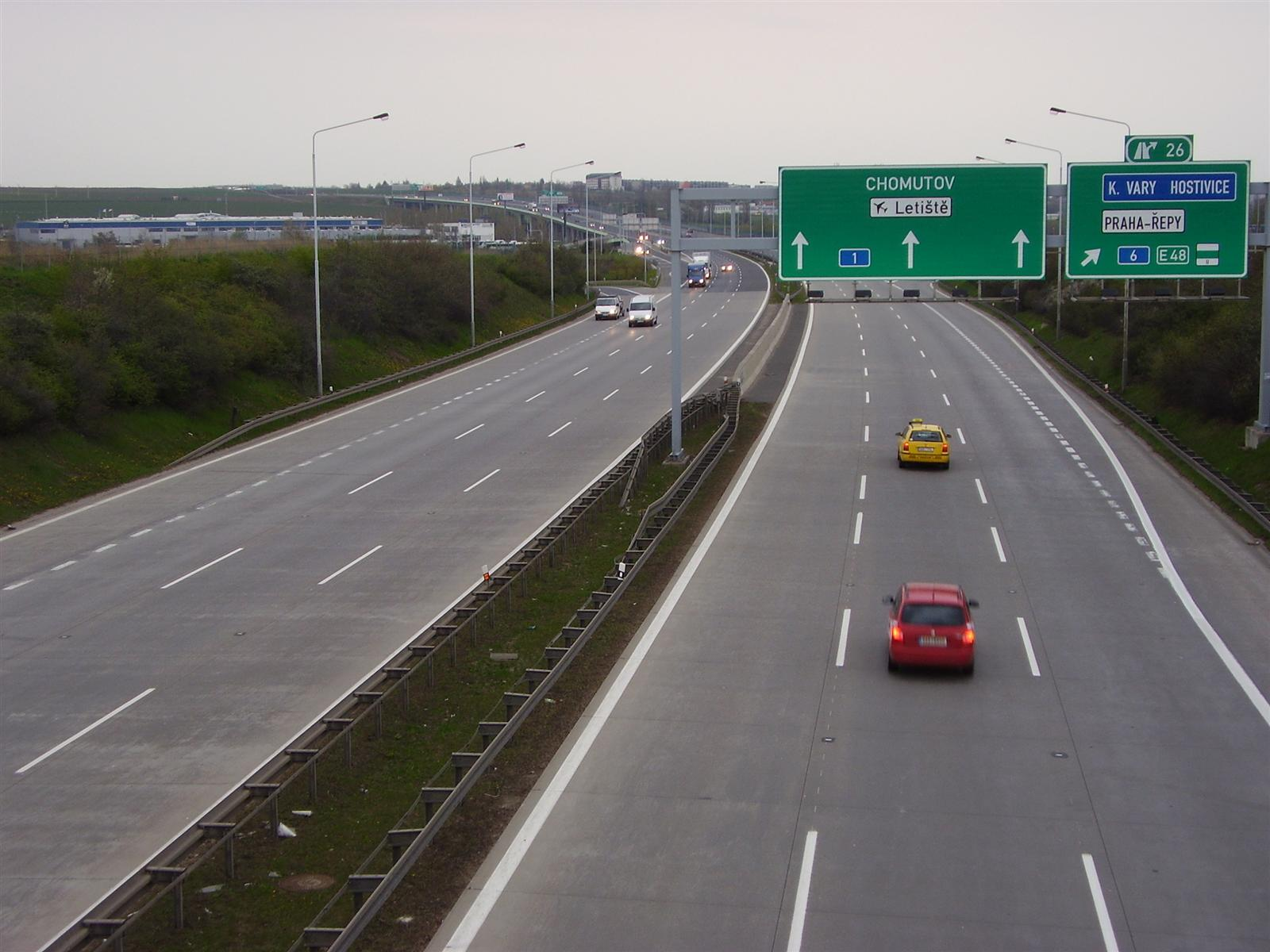
Dálnice 0 als Prager Ring

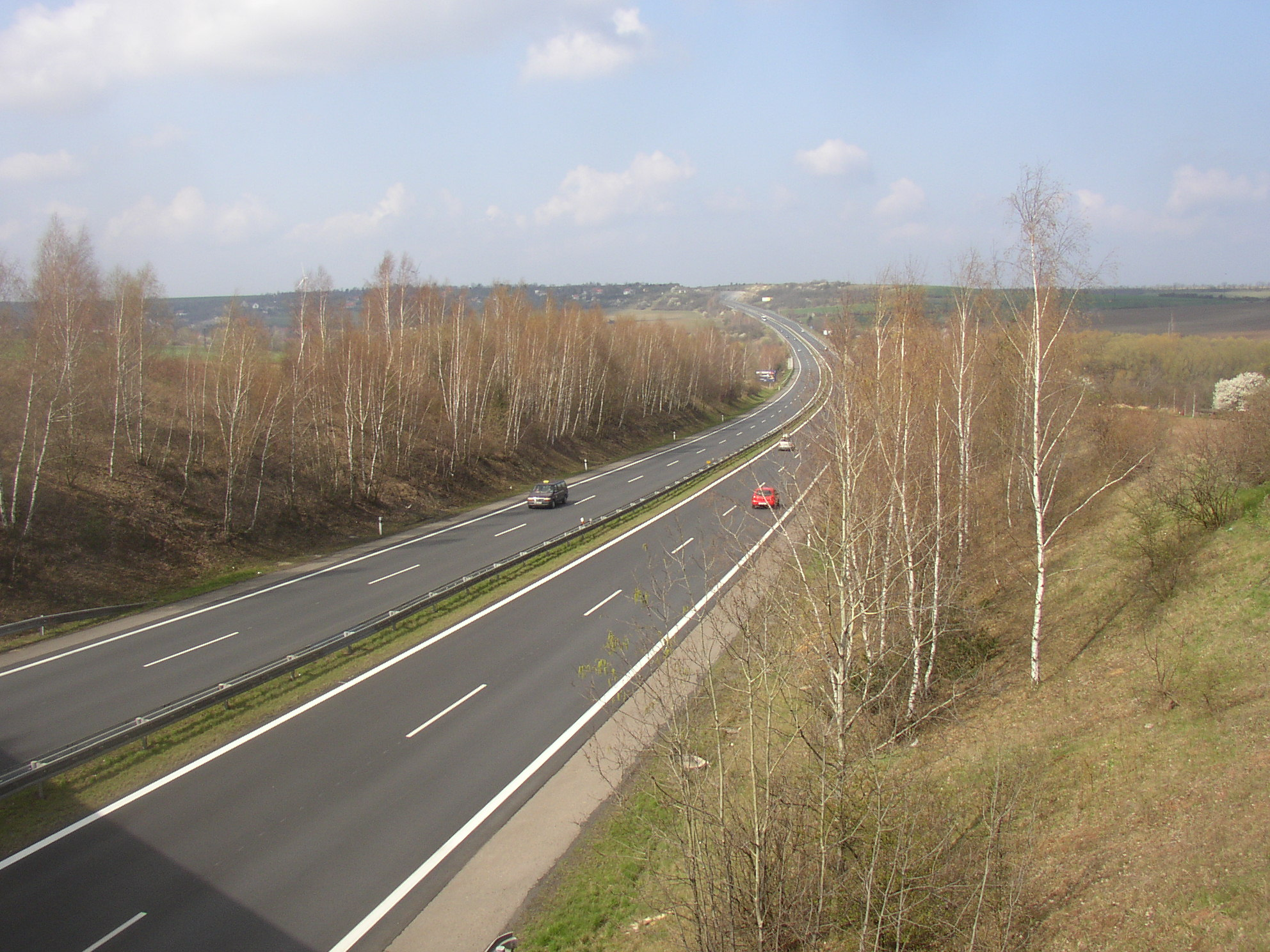
Dálnice 7

Bis zum 31. Dezember 2015 bestand das Schnellstraßennetz aus 13 Verbindungen. Die Nummerierung ging von 1 bis 63, wobei die meisten Nummern nicht vergeben wurden. Die kürzeste geplante Schnellstraße ist die Rychlostní silnice 63 mit ungefähr 7 km. Die geplante Gesamtlänge aller Schnellstraßen betrug ca. 1374 Kilometer (inkl. der hochgestuften Strecken).
Derzeit sind zwei Straßenringe um Prag geplant bzw. in Bau: Der Innenring, der mit Městský okruh bezeichnet wird und der Prager Ring (Pražský okruh), welcher bis zur Umstufung als Schnellstraße R1 ausgeschildert war und nun die Bezeichnung Dálnice 0 (Autobahn D0) erhielt.

### Schnellstraßen (Stand 31. Dezember 2012)
| Nr.         | Verlauf                                                                                       | Länge (km) | Länge (km) | Länge (km) |
| Nr.         | Verlauf                                                                                       | gesamt     | in Betrieb | im Bau     |
| ----------- | --------------------------------------------------------------------------------------------- | ---------- | ---------- | ---------- |
|             | Prager Innenring (Městský okruh)                                                              | 000032,1   | 000016,5   | 000005,1   |
| R1          | Prager Ring (Pražský okruh)                                                                   | 000082,7   | 000040,4   | 000000     |
| R3          | – Dolní Třebonín – Dolní Dvořiště (österreichische Grenze) –                                  | 000025     | 000000     | 000000     |
| R4          | Prag – Dobříš – Příbram – Nová Hospoda                                                        | 000084     | 000041     | 000000     |
| R6          | Prag – Řevničov – Karlovy Vary – Cheb – Pomezí nad Ohří (deutsche Grenze) –                   | 000168     | 000055     | 000017     |
| R7          | Prag – Slaný – Louny – Chomutov                                                               | 000082,5   | 000025,8   | 000000     |
| R10         | Prag – Mladá Boleslav – Turnov                                                                | 000071     | 000071     |            |
| R11         | – Trutnov – Královec (polnische Grenze) –                                                     | 000041     | 000000     | 000000     |
| R35         | Liberec – Turnov – Hradec Králové – Moravská Třebová – Mohelnice – Olmütz – Lipník nad Bečvou | 000358     | 000095     | 000000     |
| R43         | Brünn – Moravská Třebová                                                                      | 000078     | 000000     | 000000     |
| R46         | Vyškov – Olmütz                                                                               | 000040     | 000040     |            |
| R48         | Bělotín – Frýdek-Místek – Český Těšín – Chotěbuz (polnische Grenze) –                         | 000075     | 000024     | 000007,1   |
| R49         | Hulin – Zlín – Púchov – Střelná (slowakische Grenze) –                                        | 000059     | 000000     | 000019     |
| R52         | Brünn – Pohořelice – Mikulov (österreichische Grenze) (− geplant)                             | 000053     | 000021     | 000000     |
| R55         | Olmütz – Přerov – Kroměříž – Uherské Hradiště – Břeclav                                       | 000101     | 000005     | 000004     |
| R56         | Ostrava – Frýdek-Místek                                                                       | 000017     | 000012     | 000000     |
| R63         | Bystřany – Řehlovice                                                                          | 000007     | 000007     |            |
| Gesamtlänge | Gesamtlänge                                                                                   | 001374,3   | 000453,7   | 000052,2   |